# Fairford
Fairford este un oraș în comitatul Gloucestershire, regiunea South West, Anglia. Orașul se află în districtul Cotswold.
1. ↑   https://www.british-history.ac.uk/vch/glos/vol7/pp69-86 Lipsește sau este vid: |title= (ajutor)